# Panzerfaust
A Panzerfaust (magyarul: „páncélököl”) a német hadsereg legnagyobb számban gyártott, egyszer használatos páncélromboló fegyvere volt a második világháború idején. Leggyakrabban mégsem páncélozott járművek, hanem épületek, gyalogság és géppuskafészkek ellen használták. A háború alatt nagy hírnévre tett szert, mert azon kevés német hadieszközök egyike, amely egyszerre bírt kielégítő teljesítménnyel, és egyúttal kis költséggel volt gyártható, ezért a német haderőnek elegendő mennyiség állt rendelkezésére. Rendszeresítését követően hat változatban gyártották, a Magyar Királyi Honvédség is rendszeresítette, Magyarországon is gyártották hasonló kialakítással.

## Fejlesztés és változatok
A második világháborúban a rohamosan fejlődő páncélosnem ellen egyszerűen a gyalogságnak nem volt hatásos ellenszere. A páncélelhárító ágyúkat nehézkes volt szállítani, a kézi aknák pedig csak közvetlen közelről működtek.
1942-ben a lipcsei HASAG cég a saját szakállára fejlesztésekbe kezdett Dr. Heinrich Langweiler vezetésével. Egy kézből indítható, hátrasiklás nélküli páncéltörő-gránátvetőt kívántak megalkotni, ez lett a család első tagja, a Faustpatrone klein.
A töltet egy kumulatív gránát volt, mely rézből vagy más fémből készült tölcsérformából és az ezt körülvevő robbanóanyagból állt. A robbanás összepréselte a kúpot és előre lökte, amely így „átszúrta” a páncélt. A tankba hatoló olvadt fém hőhatással megölte a legénységet vagy a teljes tank megsemmisült a belső lőszerkészlet berobbanásától.

### Panzerfaust 30
A fegyver legelső verziója a Panzerfaust 30 volt. A fegyver egy 80 cm hosszú, és 3,3 cm átmérőjű csőből állt, ami 54 g nitro-cellulóz töltetet tartalmazott. A vége egy papírkupakkal le volt fedve, hogy ne tömíthesse el szennyeződés. Az elejében lévő harci fej 36 cm hosszú, és 10 cm átmérőjű volt, ami 400 g robbanótöltetet tartalmazott. A töltet 53-4% RDX  és 46-7% TNT volt. Ez 140 mm-es páncélt volt képes átégetni. A fej 28 m/s sebességgel hagyta el a csövet, ami 30 m-es lőtávolságot tett lehetővé. A hajtótöltet már azelőtt kiégett, hogy a csövet elhagyta volna, ezért az indításkor kijutott forró égésgázok sok balesetet okoztak a fegyver használóinak. Az 5,1 kilós fegyver egy elég kezdetleges célzórendszert kapott. Kibiztosítás után a ravaszt fedő kart fel kellett hajtani, aminek a teteje, valamint a fej teteje a céllal egy vonalba kellett essen. A faustpatroné-nak sok hiányossága volt, így hamarosan több változtatást is végeztek rajta. A fej a formája miatt könnyen lepattant a célpontról, így szélesebb, 14 cm lett, és 39,5 cm hosszú. A töltet tömegét 800 g-ra növelték, így 200 mm-re nőtt az átütőereje. A cső is szélesebb, 4,4 cm lett, valamint a lőpor mennyiségét is 95 g-ra növelték. A laposabb és nehezebb fej miatt, a majd kétszer akkora töltet ellenére, szintén csak 30 m/s-ra volt képes, ami 30 m-re volt elegendő. Ezenkívül a célzáson is fejlesztettek, mivel a korábbi erre szolgáló kallantyúra három jelet tettek, ami különböző távolságban lévő célpontok ellen segített (20, 30 és 40 m) bemérni a távolságot. Ezt azonban már nem faustpatroné-nak, hanem Panzerfaust 30-nak hívták, utalva a lőtávolságra. Ennek a gyártását 1943 szeptemberében kezdték meg. Azonban legfőbb probléma azaz a csekély lőtáv megoldatlan maradt.

### Panzerfaust 60
Ez volt a legelterjedtebb verzió, amelynek gyártása 1944 augusztusában kezdődött. A csekély hatótávolság miatt az indítócsövet 4,4-ről 5 cm-re vastagították, és a lőpor mennyiségét 134 g-ra növelték. Ez 45 m/s-ra gyorsította, és 60 méterre repítette az új Panzerfaust 60-at. A nagyobb lőtávolság miatt módosították a célzórendszert, amivel 80 m-ig lehetett vele célozni. A fegyver tömege 6,1 kg-ra emelkedett.

### Panzerfaust 100
Ez az utolsó fegyvermódosítás, amely 1944 novemberétől jutott a csapatokhoz. Az indítócső átmérőjét 60 mm-re emelték és 35 cm-rel meghosszabbították. Ennek a lőportöltete már egy két részből álló 190 g-os töltet volt. A célzórendszert 150 m-ig módosították amelyek 30, 60, 80 és 150 méterre voltak kalibrálva.

### Panzerfaust 150 és 250
1945 januárjában kezdték fejleszteni a Panzerfaust 150-et. A töltetet 56 cm-hosszú kúpos formára alakították, aminek köszönhetően kisebb töltettel is tartotta a 200 mm-es átütőerőt. Az indítócső már nem eldobható volt, hanem 10 lövésre volt használható. A harci fej 85 m/s-os sebességgel, 150 m-re volt képes elrepülni. Csak márciusban kezdték a gyártását, így mindössze néhány került ki a csapatokhoz.
A Panzerfaust 250 fejlesztését 1945 szeptemberére fejezték volna be, de a fejlesztést nem tudták befejezni mert közben vége lett a háborúnak.

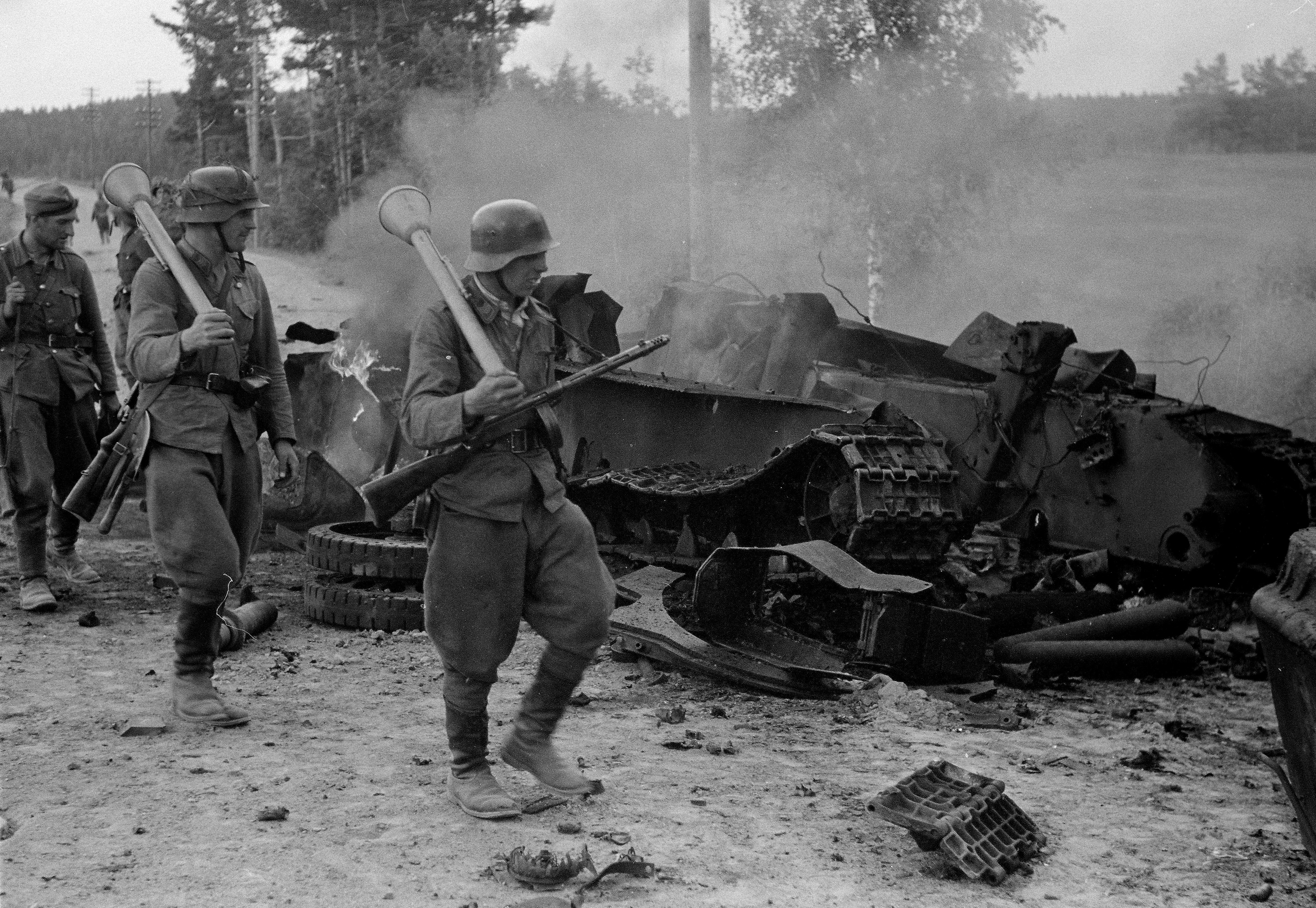
Finn katonák Panzerfausttal egy kilőtt szovjet T-34-es mellett a tali-ihantalai csatában

## Használata
Kis lőtávolsága miatt használata nagy személyes bátorságot igényelt. A használót nem csak a célpont harckocsi veszélyeztette, hanem az ellenséges gyalogság tüze, a fegyver hajtósugara is könnyen okozott égési sérüléseket és a harckocsi megsemmisülésekor szétrepülő fémdarabok is komoly sérüléseket okozhattak. Leginkább városi harcban használták sikeresen, illetve az 1944-es normandiai csatározásokban, ahol a sövényfalak között jól használhatónak bizonyult.
A fegyver használat úgy nézett ki, hogy egy bonyolult, 8 lépésből álló élesítési folyamat során az elsütő szerkezetet berakták a fej és a rakétatest közé. Ezután a ravaszt fedő kart fel kellett hajtani, aminek a teteje, valamint a fej teteje a céllal egy vonalba kellett essen. A elsütőbillentyű megnyomása után beindult a rakétatest. A becsapódó lövedék csapódó gyújtója pedig indította a kumulatív gránátot.
A panzerfaust legfőbb erénye az olcsósága volt, darabja nagyjából 15 birodalmi márkába került. Az 5%-os selejt arány ellenére népszerű fegyver volt és a háború után a megmaradt példányokat sokáig hadrendben tartották amíg új páncélöklöket fejlesztettek ki.

### Műszaki adatok
| Típus                          | Panzerfaust klein | Panzerfaust groß | Panzerfaust 60 m | Panzerfaust 100 m | Panzerfaust 150 m | Panzerfaust 250 m |
| Kivetőcső kaliber (mm)         | 28-33             | 44               | 44               | 44                | ?                 | ?                 |
| Kivetőcső hossza (cm)          | 80                | 80               | 80               | 115               | 115               | 60                |
| Lövedék kaliber (mm)           | 100               | 150              | 150              | 150               | ?                 | ?                 |
| Páncél átütőképesség (mm)      | 140               | 220              | 220              | 200               | 360               | ?                 |
| A kivetőtöltet tömege (g)      | 56                | 95               | 140              | 190-200           | ?                 | ?                 |
| A lövedék tömege (kg)          | 1,3               | 2,9              | 2,9              | ?                 | ?                 | ?                 |
| Össztömeg (kg)                 | 3,25              | 5,1              | 6,1              | 6,8               | ?                 | ?                 |
| A lövedék kezdősebessége (m/s) | 25-8              | 30               | 48               | 60                | 85                | 150               |
| Eredményes lőtávolság (m)      | 30                | 30               | 60               | 100               | 150               | 250               |

## Galéria

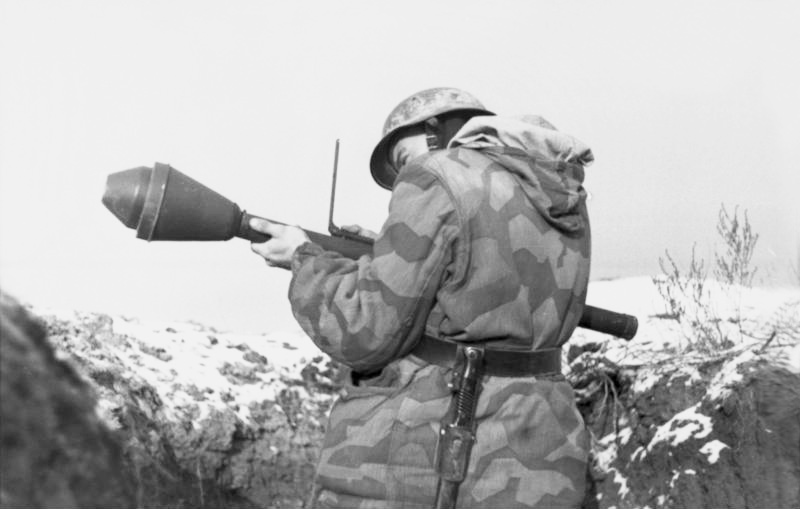
Német katona, a Panzerfaustot használva a keleti fronton, Ukrajnában 1943 decemberében.
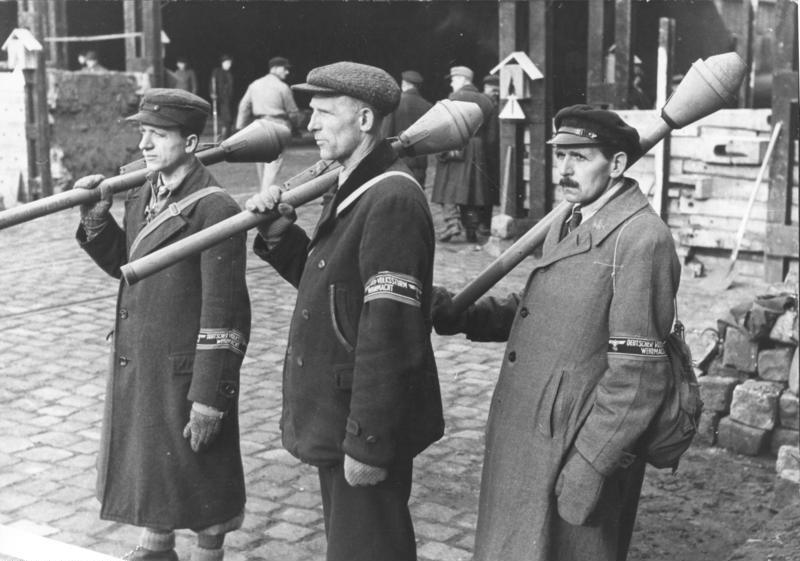
A Volkssturm katonái Panzerfaust-tal Berlinben, 1945 márciusában.
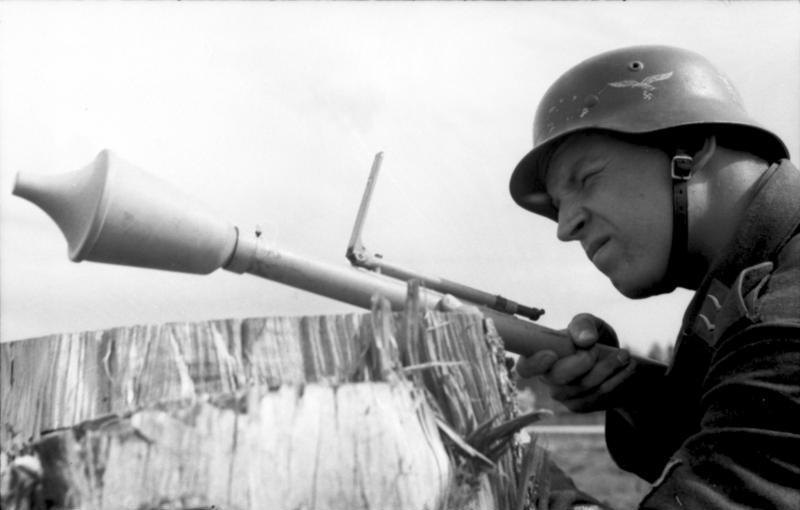
A német légierő katonája páncéltörő fegyverrel.
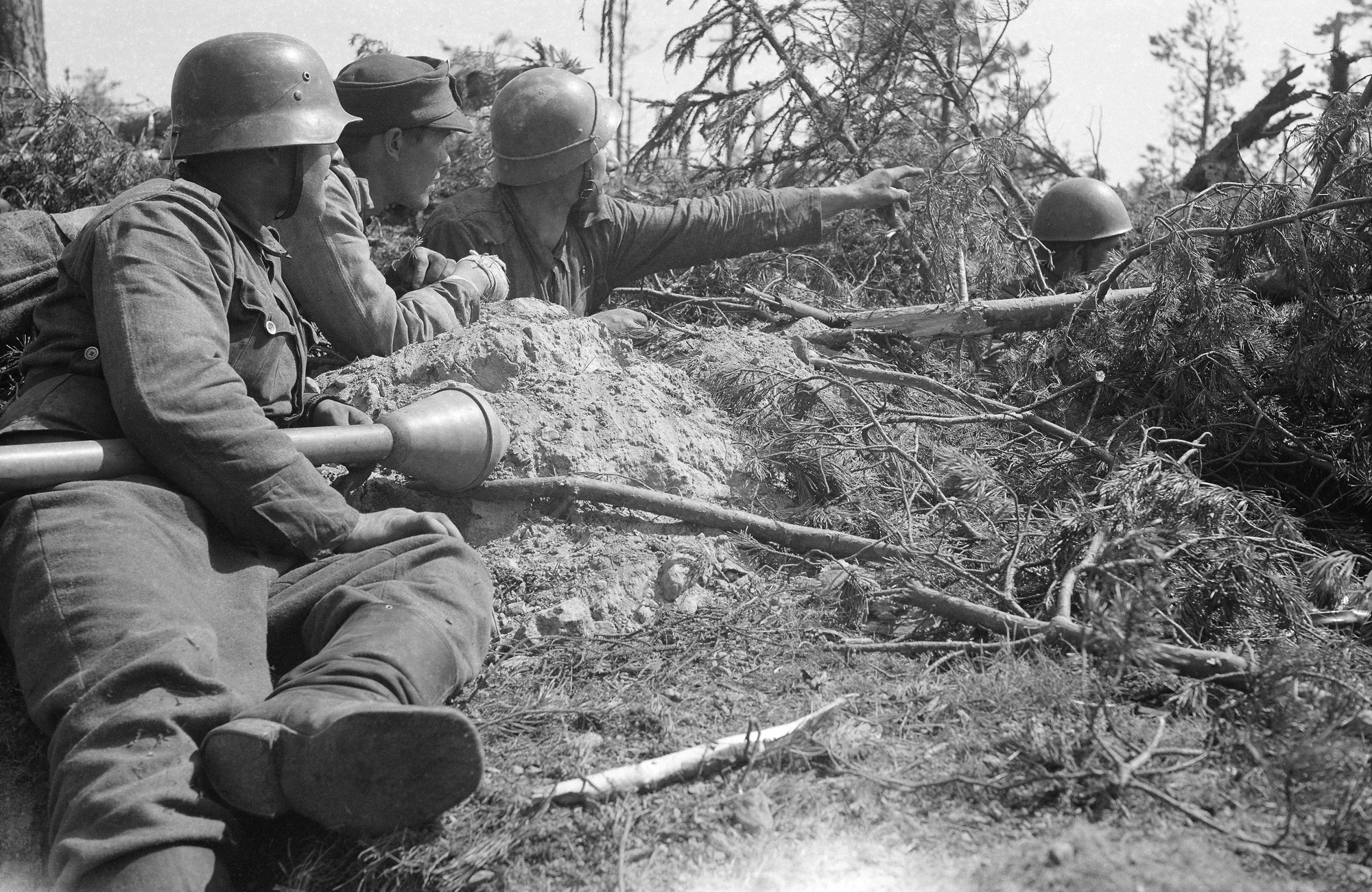
A 6. gyalogoshadosztály 12. gyalogos ezredének finn katonái pozíciókban, 1944. július 11-én, Ihantaly körzetben.
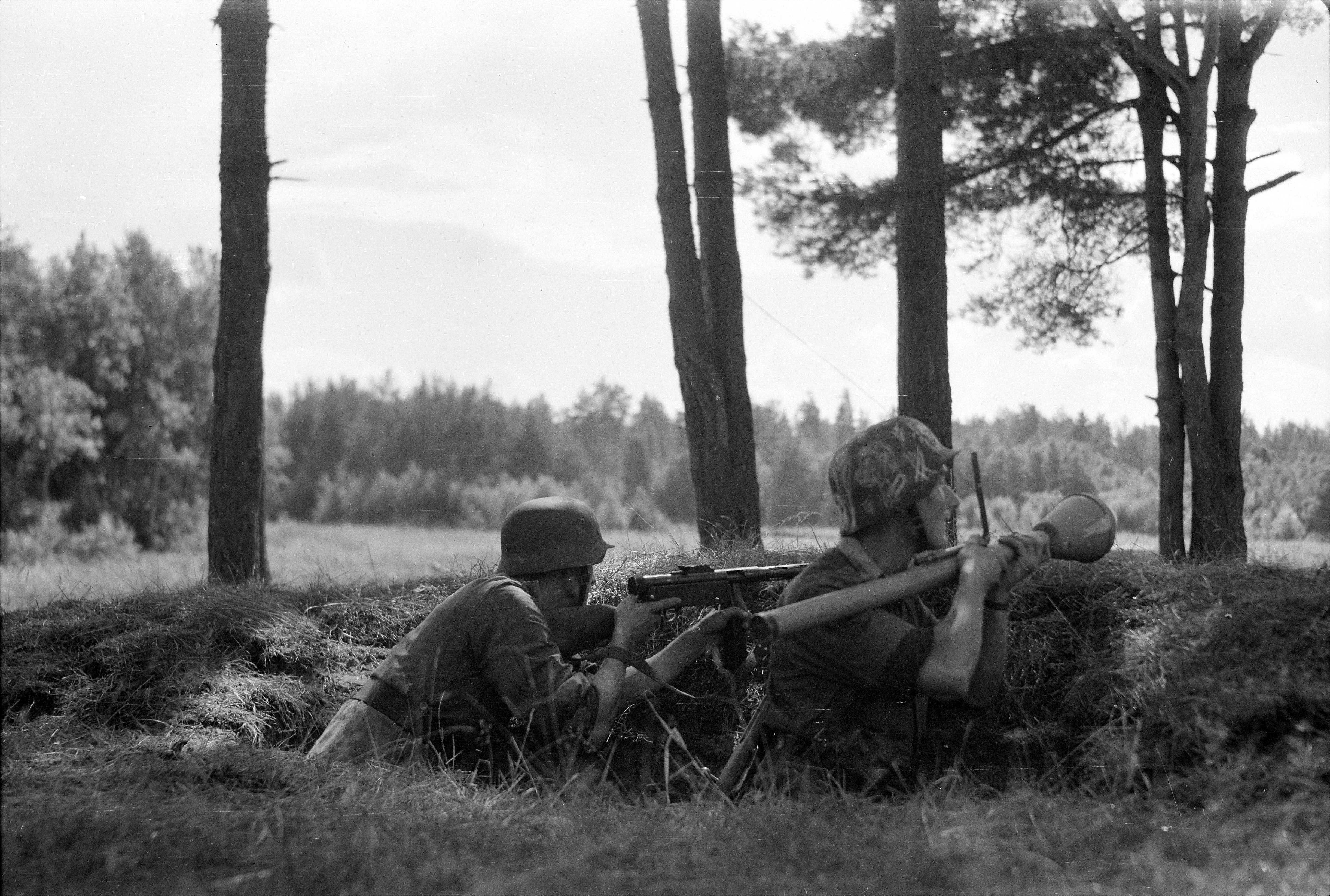
Két finn katona egy Panzerfaust-tal.
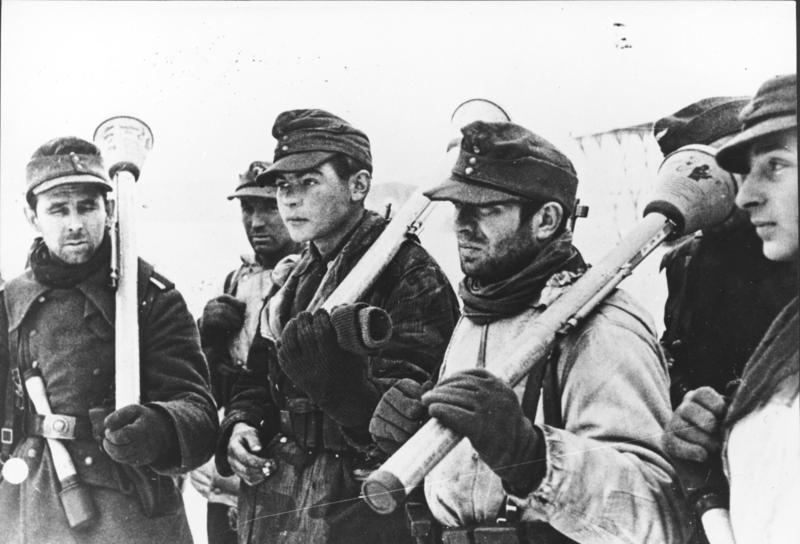
Német katonák Panzerfaustokkal 1945 februárjában.

## Lásd még
- Raketenpanzerbüchse 54
- 8,8 cm Raketenwerfer 43
- Bazooka